# Union pour le progrès et le changement de Principe
Pour les articles homonymes, voir UMPP.
L'Union pour le progrès et le changement de Principe (União para Mudança e Progresso do Príncipe, UMPP) est un parti politique régionaliste de Principe, île de Sao Tomé-et-Principe, fondé par José Cassandra en 2006.

## Histoire

Alternative du logo de l'Union pour le progrès et le changement de Principe.

José Cassandra, fondateur du parti, est élu président du gouvernement régional de Principe en 2006, puis réélu en 2010, en 2014 et en 2018.
En 2006, le parti est soutenu par la coalition Mouvement pour les forces de changement démocratique-Parti de convergence démocratique, par l'Action démocratique indépendante et par le Front chrétien-démocrate (en).
Lors des élections régionales de 2014, l'Union pour le progrès et le changement de Principe forme une alliance électorale avec l'Union des démocrates pour la citoyenneté et le développement.
Un congrès organisé en novembre 2019 élit Filipe Nascimento comme nouveau président du parti. Il est alors prévu qu'il succède à José Cassandra à la tête du gouvernement, mais cette échéance est repoussée en raison de la crise du Covid-19. José Cassandra démissionne finalement en juillet et Nascimento le remplace le mois suivant.

## Direction
En 2016, le président de l'Union pour le progrès et le changement de Principe est José Cassandra et son secrétaire général est António Ramos Machiaba. Filipe Nascimento succède à Cassandra en 2020.

## Résultats électoraux
Élections régionales
| Année | Résultats | Résultats | Sièges | Rang |
| Année | Voix      | %         | Sièges | Rang |
| ----- | --------- | --------- | ------ | ---- |
| 2006  |           |           | 7 / 7  | 1er  |
| 2010  | 2 042     |           | 7 / 7  | 1er  |
| 2014  | 1 968     | 60,6      | 5 / 7  | 1er  |
| 2018  | 2 670     | 60,72     | 5 / 7  | 1er  |
| 2022  | 2 117     | 54,03     | 6 / 9  | 1er  |